# Francesco Cilea
Francesco Cilea (Palmi, 23 luglio 1866 – Varazze, 20 novembre 1950) è stato un compositore italiano.

## Biografia
Nato a Palmi, in provincia di Reggio Calabria, Francesco Cilea - stando ai suoi ricordi - decise ancora fanciullo di dedicarsi alla musica dopo aver ascoltato il finale della Norma di Bellini eseguito dalla banda cittadina.
Avviato agli studi musicali presso il Conservatorio San Pietro a Majella di Napoli sotto la guida di Beniamino Cesi, si distinse per diligenza e precoce ingegno, meritando una medaglia d'oro dal Ministero della Pubblica Istruzione e una nomina di "primo alunno maestrino".

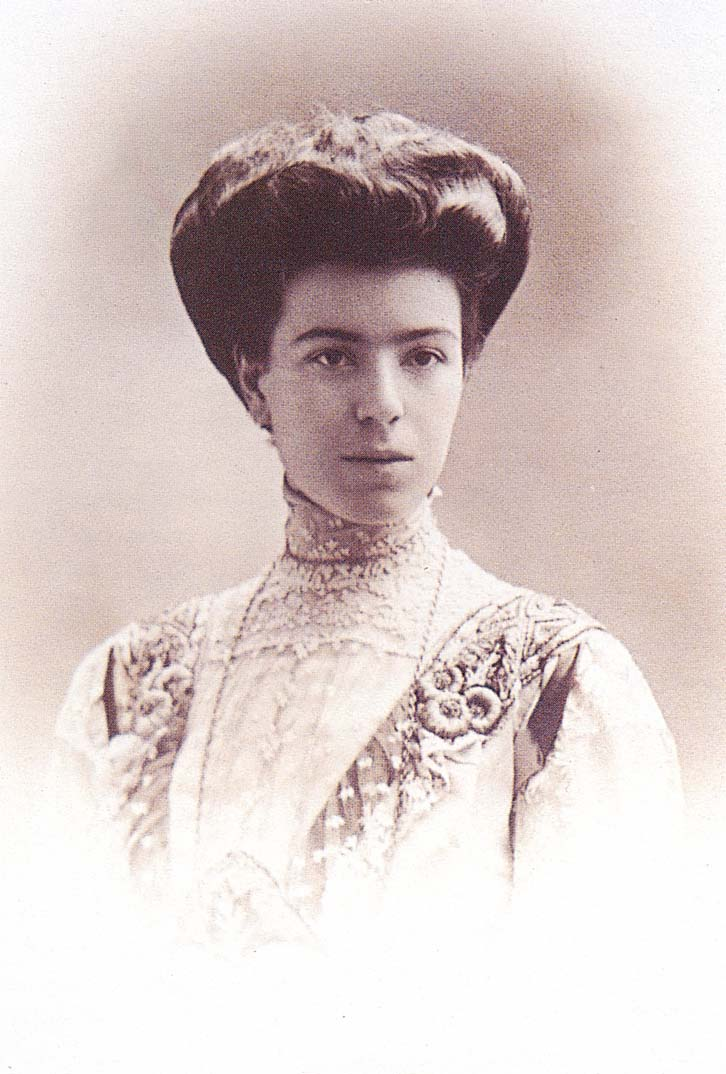
Rosa Lavarello, moglie del compositore

Come prova finale, al termine degli studi nel 1889, Cilea presentò l'opera Gina, che fu rappresentata con successo nel teatrino del conservatorio. Questa piccola opera fu apprezzata dall'editore Sonzogno, che commissionò a Cilea Tilda, un'opera verista in tre brevi atti, sulla falsariga di Cavalleria rusticana. Su libretto di Angelo Zanardini, La Tilda debuttò con successo il 7 aprile 1892 al teatro Pagliano di Firenze. Rappresentata in numerosi teatri italiani, approdò al teatro dell'Esposizione di Vienna il 24 settembre dello stesso anno, insieme alle altre opere di casa Sonzogno.
La perdita della partitura d'orchestra non ha consentito di riproporre in tempi moderni quest'opera, le cui melodie fresche e orecchiabili si possono tuttavia conoscere nella riduzione per canto e pianoforte. Una recente orchestrazione del musicologo e compositore Giancosimo Russo ha permesso di ridare una veste orchestrale all'opera, con esecuzione parziale nel 2021 da parte della Filarmonica "Arturo Toscanini" di Parma trasmessa via radio e successiva esecuzione integrale in forma di concerto in Sala Verdi a Milano nel 2025, da cui è stato tratto un doppio CD audio.
La sera del 27 novembre 1897 al Teatro Lirico di Milano debuttò la terza opera di Cilea, L'Arlesiana, dal dramma di Alphonse Daudet, su libretto di Leopoldo Marenco. Nel cast spicca il nome del giovanissimo Enrico Caruso, che eseguì con gran successo Il lamento di Federico, la romanza destinata a mantenere ancora oggi vivo il ricordo di quest'opera.
L'Arlesiana ebbe un moderato successo, piacque la maestria del compositore ma non convinsero i ritmi lenti dell'azione. Durante gli anni trenta, grazie al successo ottenuto dall'opera via radio e grazie anche alle sanzioni imposte all'Italia dalla Società delle Nazioni in seguito alla conquista dell'Etiopia, il che fece sì che Mussolini in persona ordinasse ai teatri di eseguire opere italiane, escludendo quelle dei paesi che avevano aderito alle sanzioni, l'opera riprese a calcare regolarmente i teatri italiani e stranieri (Malta, Brasile, Germania in lingua tedesca, Portogallo, Belgio, Stati Uniti, Inghilterra) fino agli anni Settanta, per poi sparire gradualmente dalle scene. 
Di nuovo al Teatro Lirico di Milano, il 6 novembre 1902, il compositore riscosse vivi applausi con Adriana Lecouvreur, un'opera in quattro atti su libretto di Arturo Colautti ambientata nel Settecento francese e basata su una pièce di Eugène Scribe. Adriana Lecouvreur è oggi l'opera di Cilea più nota al pubblico mondiale e rappresenta il punto di incontro più felice tra la spontaneità di un melodismo di scuola napoletana e una scrittura armonica e timbrica aggiornata sui recenti modelli francesi.
L'ultima opera di Cilea, rappresentata al Teatro alla Scala di Milano la sera del 15 aprile 1907 sotto la direzione di Arturo Toscanini, è la tragedia in tre atti Gloria, ancora su libretto di Colautti, basata su una pièce di Victorien Sardou. Quest'opera mostra il notevole aggiornamento compositivo di Cilea rispetto ai suoi contemporanei (Puccini escluso), ma fu proprio questo lato di per sé interessante e notevole a rendere l'opera difficile per il pubblico. Nonostante il suo grande valore e una buona serie di successi, nel complesso il risultato totale poté definirsi un insuccesso. L'insuccesso di quest'opera, in seguito sempre difesa dal compositore, e un boicottaggio teatrale dell'editore Ricordi all'Adriana, non contrastato in modo efficace da Sonzogno, fu tale da spingerlo ad abbandonare definitivamente il teatro d'opera. Non mancano per altro notizie di alcuni progetti operistici successivi, di cui sopravvivono abbozzi di libretto, come Il ritorno dell'amore di Renato Simoni, Malena di Ettore Moschino e La Rosa di Pompei, ancora di Moschino (datato Napoli, 20 maggio 1924).
Il compositore calabrese continuò invece a comporre musica da camera, vocale e strumentale, e musica sinfonica. Al 1913 risale un poema sinfonico in onore di Giuseppe Verdi su versi di Sem Benelli, eseguito al Teatro Carlo Felice di Genova. Diresse inoltre il Conservatorio Vincenzo Bellini di Palermo e il Conservatorio San Pietro a Majella di Napoli, dove concluse la sua carriera di didatta.
Cilea morì il 20 novembre 1950 a Varazze, comune ligure che gli offrì cittadinanza onoraria e nella quale trascorse gli ultimi anni della sua vita. 
La sua salma riposa nella sua città natale, Palmi, alla quale lasciò i suoi ricordi, le testimonianze di musicista e la sua biblioteca, conservati nella "Casa della Cultura", ed è custodita nel sacello del Mausoleo elevato in suo onore, inaugurato il 28 novembre 1962, nel quale è riportato, in caratteri di bronzo, il suo ultimo pensiero alla città, scritto in una lettera diretta al Sindaco: "Vi prego di dire alla nostra diletta Palmi tutta la mia filiale riconoscenza e tutto il mio amore. Ditele che essa resterà sempre nel mio cuore con un attaccamento sempre più vivo e tenace, quanto più il cumulo degli anni affretta il mio distacco dalla vita."

## Considerazioni sull'artista
Musicista colto e raffinato, Cilea riuscì a fondere l'esperienza del verismo musicale italiano con la tradizione operistica francese, caratterizzandosi per la ricca vena melodica, la finezza di orchestrazione e il colorismo orchestrale, influenzate soprattutto dall'esempio di Jules Massenet. Le sue opere quindi, pur ricollegandosi alla scuola verista, se ne distinguono per una più raccolta liricità e per le sfumature elegiache e sentimentali: di conseguenza Cilea si esprime al meglio nei momenti di struggente e dolce malinconia, immersi in un'atmosfera di meditazione e rimpianto.

## Intitolazioni
Alla sua memoria sono stati intitolati il conservatorio e il teatro di Reggio Calabria, mentre il suo paese natale, Palmi, gli ha eretto un Mausoleo oltre ad una via del centro storico cittadino.

## Composizioni
Numerose sono le composizioni di Cilea, oltre ai cinque melodrammi qui di seguito elencati:
- Gina (1889)
- La Tilda (1892)
- L'Arlesiana (1897)
- Adriana Lecouvreur (1902)
- Gloria (1907)